# Ammobates chinospilus
Ammobates chinospilus är en biart som beskrevs av Baker 1974. Ammobates chinospilus ingår i släktet Ammobates och familjen långtungebin. Inga underarter finns listade i Catalogue of Life.